# Ctenizidae

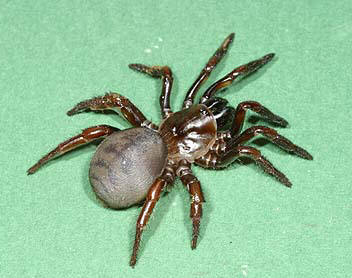
Latouchia swinhoei (fêmea; Okinawa).

Ctenizidae é uma família de aranhas.

## Taxonomia
A família Ctenizidae inclui as seguintes subfamílias e géneros:
- Ctenizinae Thorell, 1887
  - †Baltocteniza Eskov & Zonstein, 2000 Eoceno âmbar báltico[2][3]
  - Bothriocyrtum Simon, 1891 — EUA, México, Taiwan
  - Cteniza Latreille, 1829 — Europa, Ásia Central
  - Cyclocosmia Ausserer, 1871 — EUA à Guatemala, Tailândia, China
  - Cyrtocarenum Ausserer, 1871 — Grécia, Turquia
  - †Electrocteniza Eskov & Zonstein, 2000 Eoceno âmbar báltico[2][3]
  - Latouchia Pocock, 1901 — Ásia
  - Stasimopus Simon, 1892 — Sul da África
- Pachylomerinae Simon, 1889
  - Conothele Thorell, 1878 — Austrália
  - Hebestatis Simon, 1903 — Costa Rica, EUA
  - Ummidia Thorell, 1875 — Américas, Mediterrâneo, Japão, Taiwan